# 孟班镇区
孟班镇区是缅甸掸邦朗科县下辖的一个镇区，治所位于孟班。